# Municipio de Jojutla
El municipio de Jojutla es uno de los 36 municipios en que se divide el estado mexicano de Morelos, localizado en su región sur. Su cabecera es la ciudad de Jojutla de Juárez.

## Geografía
Localizada en la zona sur del estado, tiene una superficie territorial de 153.942 kilómetros cuadrados que representan el 3,15 % de la superficie del estado. Sus coordenadas geográficas extremas son 18°31′ - 18°41′ de latitud norte y 99°9′ - 99°18′ de longitud oeste; su altitud fluctúa de los 700 a los 1 600 metros sobre el nivel del mar.
Limita al norte con el municipio de Zacatepec, al noroeste con el municipio de Tlaltizapán, al este y sureste con el municipio de Tlaquiltenango y al suroeste, oeste y noroeste con el municipio de Puente de Ixtla.

### Orografía e hidrografía
Tiene relieve ligeramente accidentado y desarrollo agropecuario medio, en agricultura cuenta con cultivos de caña de azúcar, arroz, fríjol, etc., también se extrae grava y arena de las canteras del municipio. 

### Clima
El clima de este municipio es cálido la mayor parte del año, pueden registrarse temperaturas por encima de los 42 °C los meses de abril, mayo y junio, siendo de 44 °C en promedio, en noviembre, diciembre y enero se registran las temperaturas más bajas que no bajan de los 7 °C.
La temporada de lluvia regularmente inicia en junio y se prolonga hasta septiembre que promedian 917 mm al año.
El municipio de Jojutla se encuentra a 890 metros sobre el nivel del mar y por ello es el municipio más caluroso de los 33 que conforman el estado de Morelos.

## Demografía
De acuerdo con los resultados del Censo de Población y Vivienda realizado en 2010 por el Instituto Nacional de Estadística y Geografía; la población total del municipio de Jojutla es de 55 115 habitantes, de los cuales 26 430 son hombres y 28 685 son mujeres.
La densidad de población asciende a un total de 358.02 personas por kilómetro cuadrado.

### Localidades
En el censo de 2020 el municipio de Jojutla contaba con 74 localidades.
| Código INEGI      | Localidad                  | Población (2020) |
| ----------------- | -------------------------- | ---------------- |
| 170120001         | Jojutla de Juárez          | 17 777           |
| 170120011         | Tehuixtla                  | 6 500            |
| 170120013         | Tlatenchi                  | 5 787            |
| 170120008         | Pedro Amaro                | 5 748            |
| 170120004         | Higuerón                   | 5 015            |
| 170120012         | Tequesquitengo             | 3 266            |
| 170120018         | José María Morelos y Pavón | 3 244            |
| 170120005         | Jicarero                   | 1 300            |
| 170120102         | Los Venados                | 1 010            |
| Otras localidades | Otras localidades          | 8 035            |
| Total municipal   | Total municipal            | 57 682           |

## Deportes
Dentro de las instalaciones de deportivas ubicadas en el centro de Jojutla existen las siguientes:
-Unidad Deportiva la Perseverancia, dentro de la unidad  se encuentran espacios que cuentan con las particularidades que permiten desempeñar diferentes actividades físicas. Se llevan a cabo diferentes torneos de fútbol soccer en los que esta unidad participa como sede.
Desde 1992 dentro de la Unidad Deportiva la Perseverancia de imparten las siguientes actividades:
*Actividades físicas, deportivas y recreativas: natación, fútbol soccer, fútbol americano, squash, pista para correr o caminar, aerobics, zumba y yoga.
*Actividades culturales, danza regional, danza contemporánea y bailes de salón.
-Auditorio Municipal Juan Antonio Tlaxcoapan, este auditorio es de usos múltiples donde se llevan a cabo diferentes actividades tanto sociales como actividades físicas deportivas, que son las siguientes: balonmano, básquetbol, voleibol, cachibol, fútbol de salón; así como también las actividades sociales y culturales.
Se llevan a cabo diferentes torneos en los que el auditorio participa como sede.
-Unidad Deportiva Niños Héroes, cabe mencionar que esta Unidad Deportiva es Ejidal que se rige independiente con su Comité Ejidal. 
Se imparten clases de atletismo ya que cuenta con las medidas necesarias para la enseñanza y práctica de este deporte que cumple con sus particularidades.
Se llevan a cabo diferentes torneos de fútbol soccer en los que esta unidad participa como sede.

## Política
El gobierno del municipio de Jojutla le corresponde a su ayuntamiento, mismo que está integrado por el presidente municipal, un síndico y el cabildo conformado por nueve regidores, cuatro electos por el principio de mayoría relativa y cinco por el representación proporcional. Todos son electo mediante voto universal, directo y secreto para un periodo de tres años, reelegibles para un único periodo inmediato.

### Representación legislativa
Para la elección de diputados locales al Congreso de Morelos y de diputados federales a la Cámara de Diputados federal, el municipio de Jojutla se encuentra integrado en los siguientes distritos electorales:
Local:
- Distrito electoral local 11 de Morelos con cabecera en Jojutla.[9]

Federal:
- Distrito electoral federal 4 de Morelos con cabecera en Jojutla.[10]

### Presidentes municipales
- Adalberto Sámano – 1961-1964
- Ángel Ocampo Ocampo – 1964-1967
- Adalberto Sámano – 1967-1970
- Rubén Román Sánchez – 1970-1973
- Marcos Rodríguez Duarte – 1973-1976
- Raúl Meléndez Betancourt – 1976-1979
- Lucino Espín Herrera – 1979-1982
- Lino Ocampo Olivares – 1982-1985
- Ismael Rivera Velázquez – 1985-1988
- Alberto Rueda Retiguín – 1988-1991
- Gregorio Rosas García – 1991-1994
- Roberto Huicochea Rodríguez – 1994-1997
- Antonio Pastrana Quevedo – 1997-2000
- Atanasio Pérez Villalobos – 2000-2003
- Alfredo Zepeda Huicochea – 2003
- Nelson Torres Mondragón – 2003-2006
- Alberto Cabrera Díaz – 2006-2009
- Enrique Retiguin Morales – 2009-2012
- Hortencia Figueroa Peralta – 2012-2015
- Alfonso de Jesús Sotelo Martínez - 2015-2018
- Lic. Juan Ángel Flores Bustamante 2018 - 2021
- Lic. Juan Ángel Flores Bustamante 2022 - 2024 (Reelección)
- Alan Francisco Martínez García 2025 - Actualmente.